# Fußball-Oberliga Schleswig-Holstein 2021/22
Die Saison 2021/22 der Oberliga Schleswig-Holstein war die 75. Spielzeit der Oberliga Schleswig-Holstein seit 1947/48, die 14. Saison mit Oberliga-Status und die 28. als fünfthöchste Spielklasse in Deutschland. Die Eröffnung fand am 20. (Gruppe Süd) bzw. 21. August 2021 (Gruppe Nord) statt, die letzten Spiele wurden am 28. Mai 2022 ausgetragen.

## Auswirkungen der COVID-19-Pandemie
Auf Basis eines Beschlusses vom 10. März 2021 wurde entschieden, den Spielbetrieb der Vorsaison nicht wieder aufzunehmen und die Spielzeit vorzeitig abzubrechen. Aufstiege in sowie Abstiege aus der Oberliga gab es zur Saison 2021/22 nicht, eventuelle Aufstiege in die Regionalliga zur Spielzeit 2021/22 hätten durch den SHFV „unter Berücksichtigung der an einem Aufstieg interessierten Mannschaften von den zuständigen Ausschüssen erarbeitet“ werden sollen. Ende April gab der NFV jedoch die Aussetzung von Abstiegen aus der sowie Aufstiegen in die Regionalliga zur Spielzeit 2021/22 bekannt.
Für die nach dem Rückzug der Husumer SV aus der Liga nunmehr 17 verbliebenen Teilnehmer wurde analog zur Vorsaison erneut unter Berücksichtigung geographischer Nähe der Spielbetrieb in zwei Gruppen – Nord und Süd – aufgeteilt. Damit war dies die dritte in Gruppen durchgeführte Spielzeit nach der Vorsaison sowie der Saison 1947/48.

## Teilnehmer
Für die Spielzeit 2021/22 hatten sich folgende Vereine sportlich qualifiziert:
- die verbliebenen Mannschaften aus der Oberliga Schleswig-Holstein 2020/21:
  - TSV Bordesholm
  - SV Todesfelde
  - TSV Altenholz
  - SV Eichede
  - TSB Flensburg
  - Oldenburger SV
  - TSV Kronshagen
  - PSV Union Neumünster
  - SC Weiche Flensburg 08 II
  - VfB Lübeck II
  - SV Frisia 03 Risum-Lindholm
  - TSV Pansdorf
  - Eckernförder SV
  - FC Dornbreite
  - SV Preußen Reinfeld
  - Inter Türkspor Kiel
  - Eutin 08

## Gruppenphase

### Gruppe Nord

#### Tabelle
Das Spiel zwischen dem TSV Bordesholm und TSV Kronshagen am letzten Spieltag wurde nicht ausgetragen.
| Pl.             | Verein                      | Sp. | S | U | N  | Tore    | Diff. | Punkte |
| --------------- | --------------------------- | --- | - | - | -- | ------- | ----- | ------ |
| 1.              | Eckernförder SV             | 14  | 8 | 4 | 2  | 023:110 | +12   | 28     |
| 2.              | TSB Flensburg               | 14  | 8 | 3 | 3  | 047:190 | +28   | 27     |
| 3.              | TSV Bordesholm              | 13  | 6 | 6 | 1  | 029:160 | +13   | 24     |
| 4.              | Inter Türkspor Kiel         | 14  | 6 | 4 | 4  | 030:320 | −2    | 22     |
| 5.              | SV Frisia 03 Risum-Lindholm | 14  | 5 | 2 | 7  | 023:270 | −4    | 17     |
| 6.              | TSV Altenholz               | 14  | 4 | 3 | 7  | 018:350 | −17   | 15     |
| 7.              | SC Weiche Flensburg 08 II   | 14  | 3 | 5 | 6  | 027:290 | −2    | 14     |
| 8.              | TSV Kronshagen              | 13  | 0 | 3 | 10 | 010:380 | −28   | 03     |
| Stand: Endstand |                             |     |   |   |    |         |       |        |

#### Kreuztabelle
Die Kreuztabelle stellt die Ergebnisse aller Spiele dieser Saison dar. Die Heimmannschaft ist in der linken Spalte, die Gastmannschaft in der oberen Zeile aufgelistet.
| 2021/22                     | TSV Bordesholm | TSV Altenholz | TSB Flensburg | TSV Kronshagen | SC Weiche Flensburg 08 II | SV Frisia 03 Risum-Lindholm | Eckernförder SV | Inter Türkspor Kiel |
| --------------------------- | -------------- | ------------- | ------------- | -------------- | ------------------------- | --------------------------- | --------------- | ------------------- |
| TSV Bordesholm              |                | 2:2           | 2:2           | –              | 2:1                       | 4:0                         | 0:0             | 0:0                 |
| TSV Altenholz               | 1:6            |               | 1:3           | 1:0            | 5:4                       | 3:2                         | 1:1             | 1:3                 |
| TSB Flensburg               | 2:2            | 5:0           |               | 5:1            | 4:1                       | 2:1                         | 0:2             | 5:0                 |
| TSV Kronshagen              | 0:1            | 0:0           | 1:9           |                | 1:2                       | 1:4                         | 1:1             | 2:6                 |
| SC Weiche Flensburg 08 II   | 0:2            | 5:0           | 3:3           | 3:1            |                           | 2:2                         | 0:1             | 1:3                 |
| SV Frisia 03 Risum-Lindholm | 2:3            | 1:0           | 2:1           | 3:0            | 2:2                       |                             | 1:4             | 1:3                 |
| Eckernförder SV             | 3:2            | 1:0           | 1:0           | 2:1            | 1:1                       | 0:1                         |                 | 5:0                 |
| Inter Türkspor Kiel         | 3:3            | 2:3           | 2:6           | 1:1            | 2:2                       | 2:1                         | 3:1             |                     |
| Stand: Endstand             |                |               |               |                |                           |                             |                 |                     |

### Gruppe Süd

#### Tabelle
| Pl.             | Verein               | Sp. | S  | U | N  | Tore    | Diff. | Punkte |
| --------------- | -------------------- | --- | -- | - | -- | ------- | ----- | ------ |
| 1.              | SV Todesfelde        | 16  | 14 | 1 | 1  | 051:110 | +40   | 43     |
| 2.              | SV Eichede           | 16  | 12 | 3 | 1  | 059:160 | +43   | 39     |
| 3.              | Oldenburger SV       | 16  | 7  | 1 | 8  | 036:310 | +5    | 22     |
| 4.              | TSV Pansdorf         | 16  | 6  | 3 | 7  | 028:310 | −3    | 21     |
| 5.              | SV Preußen Reinfeld  | 16  | 6  | 2 | 8  | 023:320 | −9    | 20     |
| 6.              | PSV Union Neumünster | 16  | 6  | 1 | 9  | 020:310 | −11   | 19     |
| 7.              | VfB Lübeck II        | 16  | 5  | 3 | 8  | 021:350 | −14   | 18     |
| 8.              | FC Dornbreite        | 16  | 4  | 2 | 10 | 020:450 | −25   | 14     |
| 9.              | Eutin 08             | 16  | 4  | 0 | 12 | 020:460 | −26   | 12     |
| Stand: Endstand |                      |     |    |   |    |         |       |        |

#### Kreuztabelle
Die Kreuztabelle stellt die Ergebnisse aller Spiele dieser Saison dar. Die Heimmannschaft ist in der linken Spalte, die Gastmannschaft in der oberen Zeile aufgelistet.
| 2021/22              | SV Todesfelde | SV Eichede | Oldenburger SV | PSV Union Neumünster | VfB Lübeck II | TSV Pansdorf | FC Dornbreite | SV Preußen Reinfeld | Eutin 08 |
| -------------------- | ------------- | ---------- | -------------- | -------------------- | ------------- | ------------ | ------------- | ------------------- | -------- |
| SV Todesfelde        |               | 1:1        | 4:2            | 3:0                  | 5:2           | 2:1          | 4:0           | 2:0                 | 6:0      |
| SV Eichede           | 1:5           |            | 6:0            | 1:1                  | 3:0           | 3:3          | 8:0           | 7:1                 | 5:2      |
| Oldenburger SV       | 0:2           | 1:3        |                | 5:1                  | 2:4           | 0:2          | 3:0           | 0:3                 | 6:1      |
| PSV Union Neumünster | 2:3           | 0:3        | 0:3            |                      | 0:1           | 1:4          | 5:0           | 2:0                 | 1:0      |
| VfB Lübeck II        | 0:1           | 0:4        | 0:2            | 0:4                  |               | 1:3          | 2:2           | 4:0                 | 6:1      |
| TSV Pansdorf         | 2:1           | 1:4        | 1:2            | 1:2                  | 2:2           |              | 2:1           | 2:2                 | 1:4      |
| FC Dornbreite        | 0:4           | 0:3        | 3:3            | 0:3                  | 1:2           | 2:0          |               | 1:0                 | 3:2      |
| SV Preußen Reinfeld  | 0:3           | 0:3        | 4:3            | 1:3                  | 0:0           | 2:0          | 5:1           |                     | 1:0      |
| Eutin 08             | 0:5           | 1:3        | 1:0            | 1:0                  | 0:1           | 2:3          | 4:1           | 1:4                 |          |
| Stand: Endstand      |               |            |                |                      |               |              |               |                     |          |

## Platzierungsrunden

### Modus und Anzahl der Absteiger
Im Rahmen der Gruppenphase spielt jeder gegen jeden mit Hin- und Rückspiel, im Anschluss ist die Absolvierung einer Meister- und einer Abstiegsrunde vorgesehen.
Die vier besten Mannschaften beider Gruppen spielen im Anschluss an die Gruppenphase in einer Meisterrunde, die übrigen neun Vereine in einer Abstiegsrunde. Die erzielten Punkte und Tore aus der Gruppenphase werden mit in die Platzierungsrunden übernommen, jedoch nur die Ergebnisse gegen direkte Gegner. Das heißt, der jeweilige Gegner aus der Gruppenphase muss auch mit dem betreffenden Klub in derselben Platzierungsrunde vertreten sein. Beispielsweise gilt dies für den SV Todesfelde und den SV Eichede, die beide in derselben Gruppe waren und anschließend in die Meisterrunde einzogen. Innerhalb der Meister- sowie Abstiegsrunde spielt jeder Verein darüber hinaus nur jeweils zweimal gegen Teams, auf die er zuvor nicht getroffen ist. Todesfelde und Eichede werden also nicht aufeinander treffen.
In der Meisterrunde wird der Meister und damit der Teilnehmer an den Aufstiegsspielen zur Regionalliga Nord ermittelt. In der Abstiegsrunde werden hingegen drei feste Absteiger in die Landesligen ausgespielt. Bei einem Abstieg von Mannschaften des SHFV aus der Regionalliga Nord 2021/22 in die Oberliga Schleswig-Holstein erhöhte sich die Zahl der Absteiger entsprechend.
Die Anzahl der Absteiger errechnen sich folgendermaßen:
| Anzahl Mannschaften 2021/22           | 17 |
| − Aufsteiger in die Regionalliga Nord | 0  |
| + Absteiger aus der Regionalliga Nord | 1  |
| + Aufsteiger in die Oberliga SH       | 3  |
| − Absteiger aus der Oberliga SH       | 4  |
| = Anzahl Mannschaften 2022/23         | 17 |

### Meisterrunde

#### Tabelle
| Pl.             | Verein                  | Sp. | S  | U | N  | Tore    | Diff. | Punkte |
| --------------- | ----------------------- | --- | -- | - | -- | ------- | ----- | ------ |
| 1.              | SV Todesfelde (S)       | 14  | 11 | 1 | 2  | 039:180 | +21   | 34     |
| 2.              | SV Eichede (S)          | 14  | 7  | 4 | 3  | 033:220 | +11   | 25     |
| 3.              | Eckernförder SV (N)     | 14  | 7  | 4 | 3  | 027:200 | +7    | 25     |
| 4.              | TSB Flensburg (N)       | 14  | 5  | 3 | 6  | 030:310 | −1    | 18     |
| 5.              | Oldenburger SV (S)      | 14  | 5  | 2 | 7  | 038:370 | +1    | 17     |
| 6.              | TSV Bordesholm (N)      | 14  | 3  | 7 | 4  | 024:280 | −4    | 16     |
| 7.              | TSV Pansdorf (S)        | 14  | 3  | 3 | 8  | 024:320 | −8    | 12     |
| 8.              | Inter Türkspor Kiel (N) | 14  | 2  | 2 | 10 | 024:510 | −27   | 08     |
| Stand: Endstand |                         |     |    |   |    |         |       |        |

| (N) | Verein der Nord-Gruppe |
| (S) | Verein der Süd-Gruppe  |

#### Kreuztabelle
Die Kreuztabelle stellt die Ergebnisse aller Spiele dieser Saison dar. Die Heimmannschaft ist in der linken Spalte, die Gastmannschaft in der oberen Zeile aufgelistet.
| 2021/22             | SV Todesfelde | SV Eichede | Eckernförder SV | TSB Flensburg | TSV Bordesholm | Oldenburger SV | Inter Türkspor Kiel | TSV Pansdorf |
| ------------------- | ------------- | ---------- | --------------- | ------------- | -------------- | -------------- | ------------------- | ------------ |
| SV Todesfelde       |               | –          | 4:0             | 3:2           | –              | –              | 5:0                 | –            |
| SV Eichede          | –             |            | 2:0             | 0:2           | 2:2            | –              | 3:1                 | –            |
| Eckernförder SV     | 3:0           | 1:1        |                 | –             | –              | 3:3            | –                   | –            |
| TSB Flensburg       | 1:4           | 1:2        | –               |               | –              | 3:2            | –                   | 2:1          |
| TSV Bordesholm      | 1:2           | 2:1        | –               | –             |                | 0:5            | –                   | 1:1          |
| Oldenburger SV      | –             | –          | 3:3             | 8:2           | 3:5            |                | 6:2                 | –            |
| Inter Türkspor Kiel | 3:4           | 2:4        | –               | –             | –              | 1:3            |                     | 6:3          |
| TSV Pansdorf        | –             | –          | 1:2             | 2:2           | 2:3            | –              | 3:1                 |              |
| Stand: Endstand     |               |            |                 |               |                |                |                     |              |

### Abstiegsrunde
Aufgrund zweier COVID-19-Infektionsfälle konnte der SV Frisia 03 Risum-Lindholm am letzten Spieltag nicht gegen Eutin 08 antreten. Das Spiel wurde nicht neu angesetzt, weshalb die Platzierungen mittels einer Quotientenregel ermittelt wurden. Aufgrund des besseren Quotienten überholte der SV Frisia 03 Risum-Lindholm den SV Preußen Reinfeld und erreichte so den sicheren Klassenerhalt. Da der Heider SV aus der Regionalliga Nord abstieg, waren die Reinfelder auf einen Erfolg des Meisters SV Todesfelde in den Aufstiegsspielen zur Regionalliga Nord angewiesen. Die Risum-Lindholmer boten an, das Spiel am Pfingstwochenende nachzuholen, um die Situation sportlich zu entscheiden. Eutin 08, das die Saison auch gerne sportlich beendet hätte, nahm das Angebot aber nicht an, da für diesen Zeitraum eine Abschlussfahrt gebucht war. Da der SV Todesfelde in den Aufstiegsspielen scheiterte, stieg der SV Preußen Reinfeld ab. Der Verein legte daraufhin Einspruch gegen den Abstieg ein. Dieser wurde abgelehnt.
Die Spiele des TSV Kronshagen gegen Eutin 08 und den PSV Union Neumünster wurden ebenfalls abgesagt und nicht nachgeholt.

#### Tabelle
| Pl.             | Verein                          | Sp. | S  | U | N  | Tore    | Diff. | Punkte | Quotient |
| --------------- | ------------------------------- | --- | -- | - | -- | ------- | ----- | ------ | -------- |
| 9.              | PSV Union Neumünster (S)        | 15  | 11 | 1 | 3  | 036:170 | +19   | 34     | 2,27     |
| 10.             | SC Weiche Flensburg 08 II (N)   | 16  | 8  | 5 | 3  | 034:220 | +12   | 29     | 1,81     |
| 11.             | FC Dornbreite (S)               | 16  | 8  | 2 | 6  | 038:300 | +8    | 26     | 1,63     |
| 12.             | VfB Lübeck II (S)               | 16  | 7  | 4 | 5  | 039:250 | +14   | 25     | 1,56     |
| 13.             | SV Frisia 03 Risum-Lindholm (N) | 15  | 6  | 4 | 5  | 033:340 | −1    | 22     | 1,47     |
| 14.             | SV Preußen Reinfeld (S)         | 16  | 7  | 2 | 7  | 028:230 | +5    | 23     | 1,44     |
| 15.             | TSV Altenholz (N)               | 16  | 5  | 3 | 8  | 023:470 | −24   | 18     | 1,13     |
| 16.             | Eutin 08 (S)                    | 14  | 4  | 2 | 8  | 018:250 | −7    | 14     | 1,00     |
| 17.             | TSV Kronshagen (N)              | 14  | 1  | 1 | 12 | 011:370 | −26   | 04     | 0,29     |
| Stand: Endstand |                                 |     |    |   |    |         |       |        |          |

| (N) | Verein der Nord-Gruppe |
| (S) | Verein der Süd-Gruppe  |

#### Kreuztabelle
Die Kreuztabelle stellt die Ergebnisse aller Spiele dieser Saison dar. Die Heimmannschaft ist in der linken Spalte, die Gastmannschaft in der oberen Zeile aufgelistet.
| 2021/22                     | PSV Union Neumünster | VfB Lübeck II | SC Weiche Flensburg 08 II | SV Frisia 03 Risum-Lindholm | SV Preußen Reinfeld | TSV Altenholz | FC Dornbreite | Eutin 08 | TSV Kronshagen |
| --------------------------- | -------------------- | ------------- | ------------------------- | --------------------------- | ------------------- | ------------- | ------------- | -------- | -------------- |
| PSV Union Neumünster        |                      | –             | 3:2                       | 3:3                         | –                   | 5:1           | –             | –        | –              |
| VfB Lübeck II               | –                    |               | 0:1                       | 3:3                         | –                   | 4:5           | –             | –        | 8:1            |
| SC Weiche Flensburg 08 II   | 0:1                  | 1:1           |                           | –                           | 3:1                 | –             | 3:1           | 1:0      | –              |
| SV Frisia 03 Risum-Lindholm | 1:3                  | 4:3           | –                         |                             | 0:2                 | –             | 3:0           | 3:0      | –              |
| SV Preußen Reinfeld         | –                    | –             | 2:3                       | 6:0                         |                     | 1:1           | –             | –        | 3:0            |
| TSV Altenholz               | 2:6                  | 1:0           | –                         | –                           | 0:2                 |               | 1:3           | 3:6      | –              |
| FC Dornbreite               | –                    | –             | 1:1                       | 6:2                         | –                   | 8:0           |               | –        | 2:0            |
| Eutin 08                    | –                    | –             | 1:1                       | –                           | –                   | 0:0           | –             |          | 2:0            |
| TSV Kronshagen              | 0:2                  | 1:4           | –                         | –                           | 4:0                 | –             | 2:3           | –        |                |
| Stand: Endstand             |                      |               |                           |                             |                     |               |               |          |                |